# Psychoteror (Červený trpaslík)
Psychoteror (v anglickém originále Terrorform) je třetí epizoda páté série (a celkově dvacátá sedmá) britského kultovního sci-fi seriálu Červený trpaslík. Poprvé byla odvysílána 5. března 1992 na stanici BBC2.

## Námět
Kryton s Rimmerem přistanou na psychoměsíci, který je schopný zhmotnit ty nejtemnější stránky Rimmerovy duše. Listerovi s Kocourem se podaří vyprostit a opravit Krytona, k záchraně Rimmera však bude potřeba více než jen salvy z bazukoidů.

## Děj epizody
Rimmer s Krytonem přistanou na tělesu třídy S3, aby ho obsadili jménem Vesmírného sboru. Během zdlouhavého a nudného (pro Krytona) obřadu těleso začne soptit a měnit se před očima. Jedná se totiž o psychoměsíc, který je schopen zhmotnit podoby jedincovy duše, v tomto případě Rimmerovy. Arnold je zajat malými tvory v černých kápích a se svítivýma červenýma očima, Kryton je zavalen troskami.
Krytonovi se podaří uvědomit o nehodě Červeného trpaslíka, Lister s Kocourem přiletí, Krytona vyprostí a opraví. Poté se vydají společně zachránit i Arnolda. Ten je mezitím připoután ke kůlu a naolejován mladými pomocnicemi pro Velkého úchyla, své vlastní zhmotněné sebepohrdání. Čekají ho ty nejhorší muka, jaké si dovede sám představit. Ostatní se však přes Les ponížení a Bažinu zoufalství dostanou až do žaláře, kde je Rimmer vězněn. Cestou minou pomníčky Rimmerových ztracených charakterových vlastností, například sebevědomí, štědrost, čest či šarm. Hoši z Trpaslíka pálí na Velkého úchyla z bazukoidů, ten se však stáhne až ve chvíli, kdy Kryton řekne Rimmerovi, že je členem posádky, a proto jej neopustí.
Když se vrátí na Kosmika dávají to ostatní Rimmerovi pěkně sežrat, v důsledku čehož se Kosmik začne propadat do tekutých písků. Velký Úchyl žádá Rimmerovo vydání, Kryton si však uvědomí, že jejich nepřítel není venku na planetě, ale uvnitř Rimmerovy hlavy. Proto začnou všichni předstírat, že mají Rimmera rádi. Arnold tomu nakonec uvěří a Kosmik se osvobodí.

## Kulturní odkazy
- když Rimmerovo sebevědomí a sebeúcta vstávají z mrtvých, vypadají jako dva ze Tří mušketýrů.
- slovo „terrorform“ je hříčkou slova „terraform“ - terraformace, která probíhala ve filmech o Vetřelci.[3]
- na začátku epizody, kdy je Kryton dočasně mimo provoz, jeho procesor zahraje melodii písně Copacabana.